# Нами Мацујама
Нами Мацујама (松山 奈未, Matsuyama Nami, рођена 28. јуна 1998) је јапанска бадминтон играчица повезана са тимом Саишункан. Освојила је бронзану медаљу на Љетњим олимпијским играма 2024. године. Мацујама помаже националном тиму да освоји првенство Азије Тема 2020. године. Са својом тренутном партнерком Чихаруом Шидом, достигла је високу позицију у каријери као свјетски број 2 на BWF свјетској ранг листи 8. новембра 2022. године.
Мацујама је освојила златну медаљу у паровима за дјевојчице на Свјетском првенству за јуниоре 2016. године у Билбау, Шпанија у партнерству са Сајаком Хобаром. Мацујама је освојила своју прву сениорску међународну титулу на Тајланду на међународном турниру The Smiling Fish International 2017. године са Чихару Шидом. Заједно са Чијо Шидом, позната је као "Шидамацу" пар.

## Профил бадминтонисте
- Висина играча: 1.66 m
- Тежина играча:
- Доминантна рука: десна
- Тренер(и):
- Репрезентација: Јапан
- Клубови: Сајшукан
- Најбољи ранг (BWF): 2 (WD партнерка Чикару Шида 8. новембар 2022.)
182 (XD партнер Такуро Хоки 30. новембар 2021.)
- Тренутни ранг (BWF): 4 (WD партнерка Чикару Шида 20. август 2024.)

## Спортска постигнућа

### Олимпијске игре
Женски парови
| Година | Мјесто такмичења                             | Партнер     | Противници                      | Бодови       | Мјесто |
| ------ | -------------------------------------------- | ----------- | ------------------------------- | ------------ | ------ |
| 2024   | Porte de La Chapelle Arena, Париз, Француска | Чихару Шида | Pearly Tan Thinaah Muralitharan | 21–11, 21–11 | Бронза |

### BWF Свјетско јуниорско првенство
Парови дјевојчица
| Година | Мјесто такмичења                                    | Партнерка     | Противници       | Бодови              | Резултат |
| ------ | --------------------------------------------------- | ------------- | ---------------- | ------------------- | -------- |
| 2015   | Centro de Alto Rendimiento de la Videna, Лима, Перу | Чихару Шида   | Du Yue Li Yinhui | 17–21, 21–14, 12–21 | Бронза   |
| 2016   | Билбао Арена, Билбао, Шпанија                       | Сајака Хобара | Du Yue Xu Ya     | 25–23, 19–21, 21–14 | Злато'   |

### Азијско јуниорско првенство
Парови дјевојчица
| Година | Мјесто такмичења                               | Партнерка   | Противници              | Бодови       | Резултат |
| ------ | ---------------------------------------------- | ----------- | ----------------------- | ------------ | -------- |
| 2015.  | CPB Badminton Training Center, Банкок, Тајланд | Чихару Шида | Chen Qingchen Jia Yifan | 11–21, 16–21 | Бронза   |

### BWF свјетска турнеја (11 титула, 13 другопласирана)
Женски парови
| Година | Турнир                | Ниво              | Партнерка   | Противници                       | Бодови              | Мјесто         |
| ------ | --------------------- | ----------------- | ----------- | -------------------------------- | ------------------- | -------------- |
| 2018.  | Singapore Open        | Super 500         | Чихару Шида | Ајако Сакурамото Yukiko Takahata | 21–16, 22–24, 13–21 | Другопласирана |
| 2018.  | Akita Masters         | Super 100         | Чихару Шида | Ајако Сакурамото Yukiko Takahata | 21–23, 11–21        | Другопласирана |
| 2018.  | Vietnam Open          | Super 100         | Чихару Шида | Misato Aratama Akane Watanabe    | 18–21, 19–21        | Другопласирана |
| 2018.  | Indonesia Masters     | Super 100         | Чихару Шида | Ајако Сакурамото Yukiko Takahata | 21–11, 19–21, 20–22 | Другопласирана |
| 2018.  | Chinese Taipei Open   | Super 300         | Чихару Шида | Ayane Kurihara Naru Shinoya      | 21–10, 21–17        | Побједница     |
| 2019.  | Spain Masters         | Super 300         | Чихару Шида | Kim So-yeong Kong Hee-yong       | 21–23, 21–15, 17–21 | Другопласирана |
| 2019.  | Swiss Open            | Super 300         | Чихару Шида | Chang Ye-na Jung Kyung-eun       | 16–21, 13–21        | Другопласирана |
| 2019.  | U.S. Open             | Super 300         | Чихару Шида | Baek Ha-na Jung Kyung-eun        | 21–16, 21–16        | Побједница     |
| 2019.  | Korea Masters         | Super 300         | Чихару Шида | Misaki Matsutomo Ayaka Takahashi | 15–21, 21–17, 21–18 | Побједница     |
| 2021.  | Indonesia Masters     | Super 750         | Чихару Шида | Jeong Na-eun Kim Hye-jeong       | 21–9, 21–11         | Побједница     |
| 2021.  | Indonesia Open        | Super 1000        | Чихару Шида | Greysia Polii Apriyani Rahayu    | 21–19, 21–19        | Побједница     |
| 2021.  | BWF World Tour Finals | World Tour Finals | Чихару Шида | Kim So-yeong Kong Hee-yong       | 14–21, 14–21        | Другопласирана |
| 2022.  | All England Open      | Super 1000        | Чихару Шида | Zhang Shuxian Zheng Yu           | 21–13, 21–9         | Побједница     |
| 2022.  | Thailand Open         | Super 500         | Чихару Шида | Mayu Matsumoto Wakana Nagahara   | 17–21, 21–15, 26–24 | Побједница     |
| 2022.  | Indonesia Open        | Super 1000        | Чихару Шида | Yuki Fukushima Sayaka Hirota     | 18–21, 21–14, 21–17 | Побједница     |
| 2022.  | Malaysia Masters      | Super 500         | Чихару Шида | Chen Qingchen Jia Yifan          | 11–21, 12–21        | Другопласирана |
| 2023.  | India Open            | Super 750         | Чихару Шида | Chen Qingchen Jia Yifan          | Walkover            | Побједница     |
| 2023.  | German Open           | Super 300         | Чихару Шида | Baek Ha-na Lee So-hee            | 19–21, 15–21        | Другопласирана |
| 2023.  | Canada Open           | Super 500         | Чихару Шида | Mayu Matsumoto Wakana Nagahara   | 22–20, 21–16        | Побједница     |
| 2023.  | Denmark Open          | Super 750         | Чихару Шида | Chen Qingchen Jia Yifan          | 16–21, 13–21        | Другопласирана |
| 2023.  | China Masters         | Super 750         | Чихару Шида | Yuki Fukushima Сајака Хирота     | 21–18, 21–11        | Побједница     |
| 2024.  | French Open           | Super 750         | Чихару Шида | Chen Qingchen Jia Yifan          | 12–21, 21–19, 22–24 | Другопласирана |
| 2024.  | All England Open      | Super 1000        | Чихару Шида | Baek Ha-na Lee So-hee            | 19–21, 21–11, 17–21 | Другопласирана |
| 2024.  | Singapore Open        | Super 750         | Чихару Шида | Chen Qingchen Jia Yifan          | 15–21, 12–21        | Другопласирана |

### BWF International Challenge/Серије (1 титула)
Женски парови
| Година | Турнир                     | Партнер     | Противник               | Бодови       | Резултат  |
| ------ | -------------------------- | ----------- | ----------------------- | ------------ | --------- |
| 2017.  | Smiling Fish International | Чихару Шида | Чисато Хоши Нару Шиноја | 21–19, 21–14 | Побједник |

  BWF International Challenge турнир
  BWF International Series турнир
  BWF Future Series турнир